# Casa de la Cultura "José Ma. Morelos y Pavón"

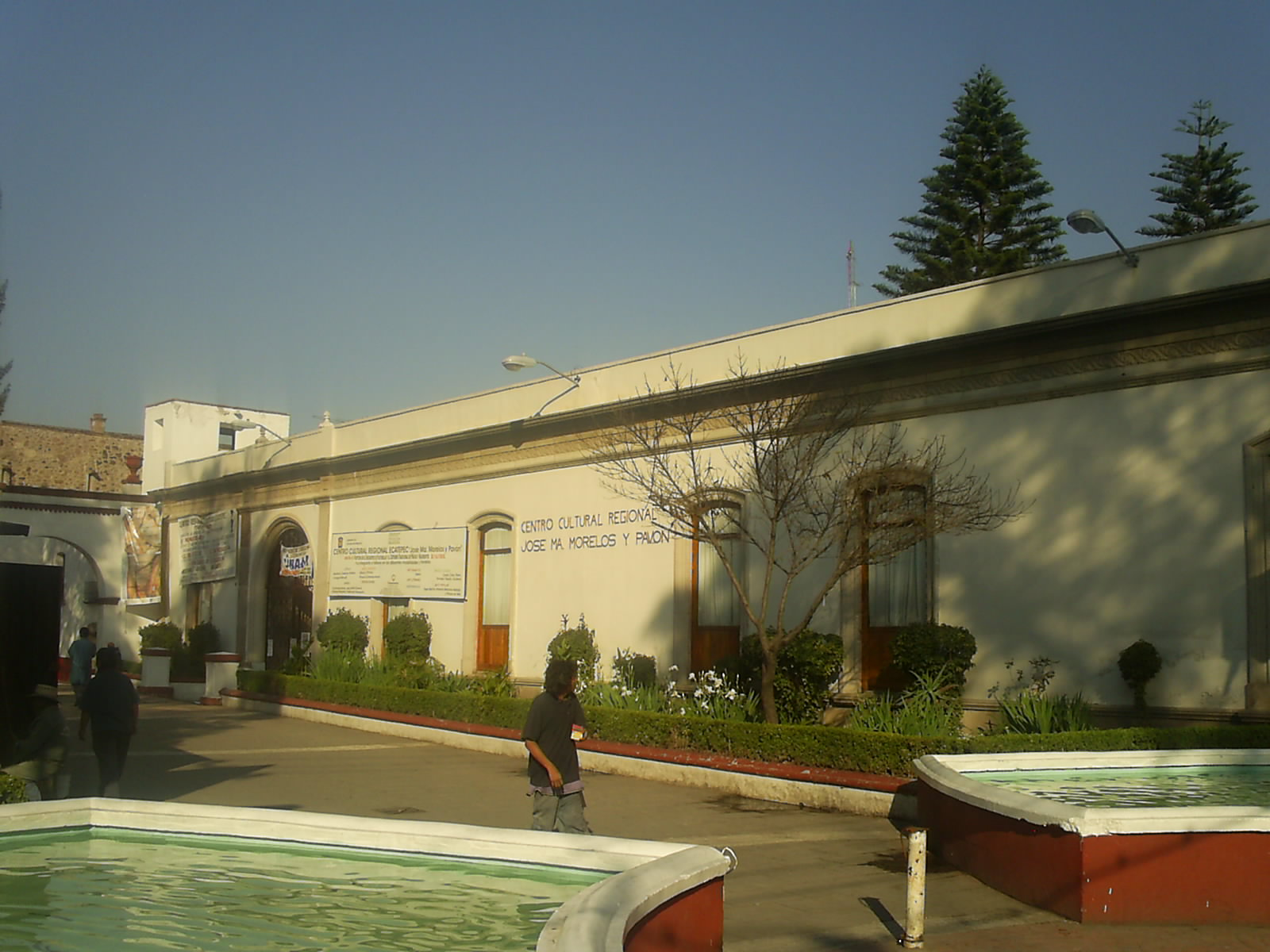
Casa de la Cultura "José Ma. Morelos y Pavón".

La Casa de la Cultura "José Ma. Morelos y Pavón" es un centro cultural comunitario ubicado en el barrio de San Cristóbal Ecatepec, en Ecatepec, Estado de México, inaugurada el 27 de agosto de 1981 por el presidente de México José López Portillo, acompañado por el gobernador del estado de México, Jorge Jiménez Cantú.

## Nombre
De nombre oficial Casa de la Cultura - Centro Cultural Regional Ecatepec "José Ma. Morelos y Pavón" lleva tal nombre en honor al héroe de la independencia de México, el sacerdote José María Morelos, quien fuese fusilado en este municipio, en las instalaciones del hoy museo Casa de Morelos.

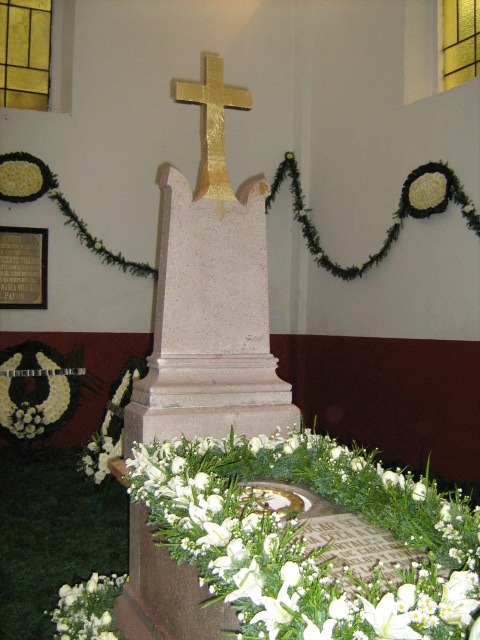
Lápida de Morelos.

## Historia
Después de la Conquista, la Ciudad de México se convirtió en la capital novohispana y sufrió de igual manera el problema de las inundaciones. La albarrada prehispánica se convirtió en el Albarradón de San Cristóbal con la función de calzada-dique. Este segmento del camino real unía en su extremo norte el camino que venía de Veracruz-Puebla-Tlaxcala y el de los minerales de Real del Monte y Pachuca. El extremo sur era la Casa de Morelos. Paralelo al mantenimiento de la infraestructura hidráulica y realización de algunas obras, se comenzó el drenaje de los lagos hacia Nochistongo (Huehuetoca). Esta obra de desagüe continuó durante toda la etapa colonial y culminó en 1910 con el Gran Canal que drena las aguas de la Ciudad de México hacia Tula.
Es importante resaltar que este recinto formó parte vital de la calzada-dique que inicia en la Casa del Real Desagüe y culmina en Venta de Carpio, con una longitud cercana a los 4 km. Hoy en día es la continuación de la Vía Morelos y fue parte del Camino Nacional (México-Laredo) y antigua carretera México-Pachuca. Esta construcción y su entorno, incluyendo la Casa de Morelos, fueron declarados como Zona de Monumentos Históricos del Albarradón de San Cristóbal mediante decreto presidencial en marzo de 2001.
En el siglo XVIII, cuando las obras estuvieron cercanas a Ecatepec, el Consulado de México mandó construir el inmueble que hoy ocupa la Casa de Morelos (1747), para que desde ese sitio se controlasen los trabajos de esta obra virreinal. Llevaba entonces el nombre de Casa del Real Desagüe.
Nuevamente su ubicación estratégica, llevó a que los virreyes y autoridades, en su tránsito desde o hacia la capital novohispana, usaran el lugar como descanso y posiblemente para cambio de caballos y renovación de bastimentos. Como otros sitios que tuvieron la misma función fueron denominados como casas Reales o casas de Virreyes. Por su importancia, algunos de los virreyes realizaron el traspaso de poderes en este sitio, es decir, llevaron a cabo la entrega de gobierno entre el virrey saliente y el nuevo virrey. De esta manera, el siguiente punto antes de entrar a la Capital como nuevo gobernante, fue su paso por la Villa de Guadalupe, donde las autoridades eclesiásticas recibían y celebraban a la nueva autoridad. El primer virrey recibido en este sitio fue Antonio María de Bucareli y Ursúa en 1771. Otros virreyes que celebraron el cambio de poderes en este lugar fueron Martín de Mayorga (1779), Matías de Gálvez y Gallardo (1784) y Bernardo de Gálvez (1785). Durante la Guerra de Independencia de México, la casa fue ocupada por un regimiento militar que salvaguardaba el camino real a la capital novohispana (1810-1821).
Finalmente, durante el movimiento de Independencia, al ser capturado el generalísimo José María Morelos y Pavón y sometido a los juicios eclesiástico, militar y civil, como parte de su sentencia, se le condena a ser fusilado en las afueras de la capital el 22 de diciembre de 1815 en la Casa de Virreyes en San Cristóbal Ecatepec. 
El 2 de febrero de 1933 fue declarado Monumento Histórico, para después pasar a ser parte del patrimonio inmobiliario custodiado por el INAH. A principios de la década de los años 1990 se concibe como Centro Comunitario. Por último, la Casa de Morelos forma parte del patrimonio nacional custodiado por el Instituto Nacional de Antropología e Historia y recibe el nombre de Centro Comunitario Ecatepec Casa de Morelos por ser su función principal la vinculación cultural con la comunidad.

## Ubicación
Se ubica frente al Zócalo de Ecatepec, junto a la Iglesia de San Cristóbal y detrás de la Catedral de Ecatepec. Se encuentra en lo que alguna vez fue parte del convento parte de la iglesia, por lo que contiene valor histórico para el municipio mexiquense de Ecatepec.
Durante algunos años, también fue la escuela "Primaria ´Generalísimo José María Morelos y Pavón".

## Actividades
En este centro cultural se llevan a cabo diversas actividades para fomentar la cultura local de Ecatepec. Existen diversos cursos y talleres para distintos grupos de la comunidad ecatepense.